# ألبرت بي. فينلي
ألبرت بي. فينلي هو محامي وقاضي وسياسي أمريكي، ولد في 31 يوليو 1833 في أورفيل في الولايات المتحدة، وتوفي في 22 أغسطس 1916 في بوسايروس في الولايات المتحدة. نشط حزبياً في الحزب الديمقراطي. وقد انتخب عضو مجلس النواب الأمريكي ‏.